# Hectopsylla coniger
Hectopsylla coniger är en loppart som beskrevs av Jordan et Rothschild 1906. Hectopsylla coniger ingår i släktet Hectopsylla och familjen Tungidae. Inga underarter finns listade i Catalogue of Life.